# Shuhari

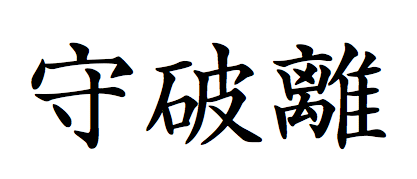
Shuhari escrito en kanji

Shuhari (守破離?) es un concepto propio de las artes marciales japonesas, y describe las etapas del aprendizaje hasta la maestría. A veces se aplica a otras disciplinas japonesas, como el go. 

## Etimología
Shuhari se traduce aproximadamente como "primero aprender, después desprenderse y finalmente trascender." 
- shu (守?): "Proteger", "obedecer" — sabiduría tradicional — técnicas fundamentales, heurística, proverbios.
- ha (破?): "desapego", "desprendimiento" — ruptura con la tradición - desapego respecto a las ilusiones.
- ri (離?): "Dejar", "separar", "trascender" — no se aplican técnicas ni proverbios, todos los movimientos son naturales; convertirse en uno con el espíritu sin aferrarse a las formas; transcender lo puramente físico.

## Definición
En palabras del maestro de aikido Seishirō Endō:

"Es sabido que, cuando aprendemos o nos entrenamos en algo,  pasamos a través de las etapas de shu, ha, y ri. En shu,  repetimos las formas y nos disciplinamos de modo que nuestros cuerpos absorban las formas que nuestros antecesores crearon. Seguimos fieles a estas formas sin desviación. Luego, en la etapa de ha, una vez nos hemos disciplinado para adquirir las formas y movimientos,  hacemos innovaciones. En este proceso las formas pueden ser rotas y descartadas. Finalmente, en ri, nos libramos por completo de las formas, abrimos la puerta a la técnica creativa, y llegamos a un lugar en que actuamos de acuerdo con lo que nuestro corazón/mente desea, sin límites más allá de las leyes."

## Historia
El concepto de Shuhari fue presentado por primera vez por Fuhaku Kawakami como Jo-ha-kyū. Más adelante Zeami Motokiyo, el maestro de Noh, extendió este concepto a su baile como Shu-ha-ri, que a su vez devendría en parte de la filosofía del aikido y del arte marcial Shorinji Kempo.
El shuhari puede ser considerado como una serie de círculos concéntricos, con Shu dentro de Ha, y ambos dentro de Ri. Las técnicas fundamentales y el conocimiento no cambian.
Durante la fase Shu el estudiante tiene que seguir lealmente la instrucción de un solo profesor; el estudiante no está todavía a punto para explorar y comparar caminos diferentes.

## Concepto relacionado
Algunas artes marciales chinas,  popularmente conocidas como Wushu, tienen un concepto similar de tres etapas hacia la Maestría:
- 地 di (Tierra) Lo básico: experimentar movimientos en los niveles fundamentales.
- 人 ren (Humano) A punto para aprender (algunos grandes maestros marciales chinos equiparan la entrada a este nivel con el cinturón negro 1.º Dan en el sistema de cinturones japonés).
- 天 tian (Cielo) No hay pensamiento consciente, el movimiento fluye/se mueve como los elementos. Esta etapa lleva años de entrenamiento de manos de otros Grandes maestros.